# 扎拉賽區
扎拉賽區是立陶宛烏泰納縣内的市镇，行政中心为扎拉賽市。市镇面積为1,334平方公里，2020年人口数量为14,916人。